# Asja Aslanowna Jeutych

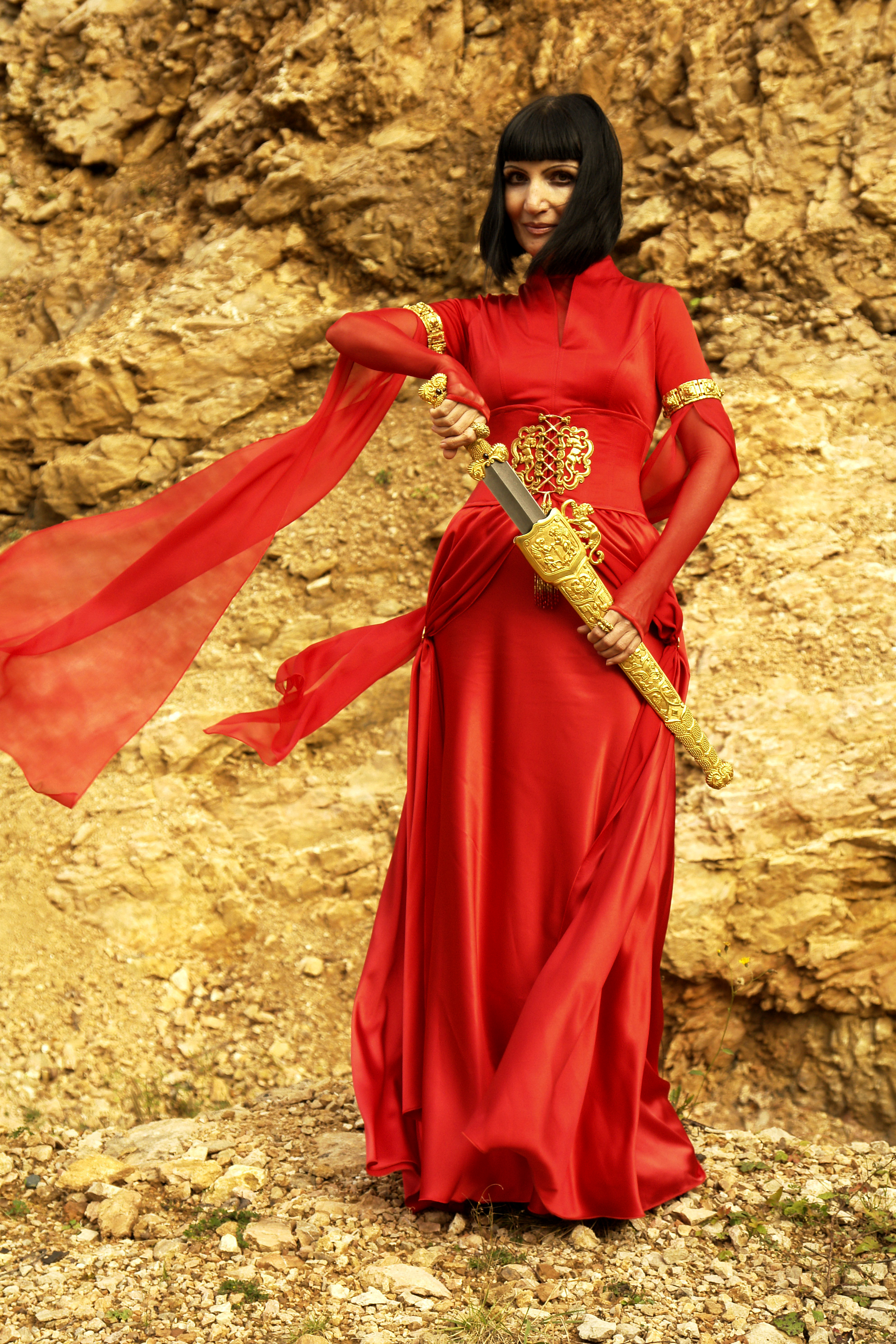
Asja Aslanowna Jeutych

Asja Aslanowna Jeutych (russisch Ася Аслановна Еутых, auch Asja Eutych transkribiert; * 8. Dezember 1962, in der Staniza Sowetskaja (Rajon Nowokubansk), Region Krasnodar, Russland) ist eine tscherkessische Gold- und Waffenschmiedin.

## Leben
Sie ist Mitglied des Verbandes der Künstler in Russland und der Volkskünstler der Republik Adygeja. Die Arbeiten von Asja Jeutych werden in der State Hermitage und in dem Staatlichen Museum Moskau gezeigt. Ihre Arbeiten sind in Guss-, Gravur- und Vergoldungtechniken ausgeführt. Die Hauptmaterialien von sind Bronze, Silber, Gold und Edelsteine. Ihr Schmuckstücke sind den archäologischen Fundstücken vom Hügel von Adygeja nachempfunden.
1998 schuf sie die Ausrüstung und die  Waffe für den jordanischen Prinzen und seine private tscherkessische Königsgarde (15 Sets).

## Private Sammlungen
Arbeiten von Eutych finden sich unter anderem in Sammlungen von:
- Wladimir Putin (Riton "Alp", Set "Königlicher Stempel", Riton "Die Grosse Quelle", Schwert "Amra")
- Jordanischer König Abdalla II ("Der goldene Baum der Narten")
- Jordanischer König Hussein I. ("Set aus zwei Trinkgläsern auf einem Tablett")
- Jordanischer Prinz Ali Ben Alj Husseyn (Säbel, Messer, Gurt, Gasyri)
- Jordanische Prinzessin Rim (Set für das Hochzeitskleid)
- Dirigent Y. Temirkanov (Dirigentenstab)

## Ausstellungen
- Ausstellung in der Hermitage Im Spiegel der Traditionen, 2007.